# Вор (фильм, 1917)
«Воръ» («Вор», «Вор-благодетель», «Идеальный вор») — российский фильм 1917 года, сюжет его отчасти заимствован из романа Г. Нотари «Три вора». Премьера состоялась 2 февраля 1917 года. Не сохранился.

## Сюжет
В спальне жены миллионера Маргариты Прест появляется загадочный преступник. Он производит на Маргариту сильное впечатление и, воспользовавшись её смятением, похищает огромную сумму денег, принадлежащую её мужу — банкиру.
По подозрению в грабеже полиция арестовывает случайно появившегося в городе незадачливого воришку Гришку-неудачника.
Вскоре после ареста мнимого похитителя бриллиантов Маргарита Прест встречается на приёме с известным американским филантропом и благотворителем Мак-Мурреем. Очарованная красотой и благородством богатого американца, столь непохожего на её уродливого и жадного мужа, Маргарита соглашается прийти к нему на свидание. На свидании Мак-Муррей рассказывает ей, что он миллионер, раздавший своё состояние бедным и вынужденный сейчас, для того, чтобы продолжать заниматься благотворительностью, грабить других богачей. Он срывает с себя парик и предстаёт перед Маргаритой таким, каким она увидела его впервые в своей спальне.
Начинается суд над Гришкой-неудачником. Мак-Муррей, отчасти под влиянием любви к Маргарите, отчасти потому, что он не хочет осуждения неповинного в грабеже Гришки, является на суд и заявляет, что он ограбил банкира. Затем он разбрасывает похищенные у банкира деньги и исчезает. Вслед за ним исчезает из города и Маргарита. Мак-Муррей и Маргарита поселяются в маленьком провинциальном городе, где их никто не знает, и начинают вести скромную трудовую жизнь.

## Отличия книги от фильма
… примитивная верность оригиналу, не духу его, а его букве, была как раз характерна для многих дореволюционных экранизаций <…>
Однако кинематографисты отказывались даже от такого внешнего следования литературному оригиналу, если в его конфликте содержались элементы социальной критики. В этом случае сюжет литературного произведения безжалостно искажался в угоду не только цензуре, но и ханжеским взглядам мещанской аудитории. Именно так поступили дореволюционные кинодеятели А. Каменский и М. Бонч-Томашевский с сатирическим романом У. Нотари «Три вора» <…>
<…> Каменский и Бонч-Томашевский, взявшись за экранизацию романа, поставили перед собой <…> задачу — исказив его сюжет, прославить эту буржуазную мораль в своём фильме «Вор-благодетель».
<…>
<…> [фильм] не выделялся из современной ему массовой кинопродукции.
Нотари в своём романе весело, хлёстко и остроумно высмеял господствующую мораль буржуазии <…> Даже названием романа «Три вора» он подчеркнул равноценность тех способов, которыми добиваются денег банкир, авантюрист и карманник. Он показал, что в буржуазном обществе деньги дают обладание всем <…>
Нотари в своём романе не выступает против власти денег <…> Но он высмеивает ту ханжескую мораль, которой буржуазия хочет оправдать эту власть денег. И в этом ценность сатирического романа «Три вора» <…>
В фильме замысел романа вывернут наизнанку и превращён в повод для утверждения идей, прямо противоположных авторским. Удачливый похититель миллионов — не просто вор, — это современный Дубровский, грабящий богачей для того, чтобы помогать бедным, на которых он потратил своё состояние. Жена банкира не просто распутная женщина, ненавидящая уродливого и жадного мужа и готовая с кем угодно вступить в любовную связь, — она полюбила похитителя миллионов за его благородство и филантропическую деятельность. Наконец, любовь перерождает вора-благодетеля, и он, на радость лавочникам, смотрящим фильм, искупает свою вину, превращаясь в благополучно прозябающего обывателя.
Если Нотари высмеивал представление о священном характере частной собственности, то создатели фильма его утверждали. Если Нотари откровенно восхищался адюльтером двух циничных людей — авантюриста и жены банкира, то Каменский и Бонч-Томашевский превратили адюльтер в страстную любовь, приносящую героям нравственное очищение. Если Нотари написал комический роман, то сценарист и режиссёр превратили его в мелодраму с нравоучительным концом.
— Сергей Гинзбург "Художественные фильмы дореволюционной России", стр. 246-248

## Интересные факты
- Картина снята под сильным влиянием американских фильмов.